# District du Columbia
Ne doit pas être confondu avec Washington (district de Columbia).
- York Factory Express qui rejoint le village de York Factory sur la baie d'Hudson dans l'actuel Manitoba
- Piste de l'Oregon dont la partie finale longe le Columbia
- Continental Divide

Carte illustrant le litige sur la frontière de l'Oregon avec l'Oregon Country (États-Unis) et le district du Columbia (Royaume-Uni de Grande-Bretagne et d'Irlande).

Le district du Columbia (en anglais : Columbia District) était une zone de traite des fourrures dans la région Nord-Ouest Pacifique de l'Amérique du Nord britannique au XIXe siècle. Elle a été explorée par la Compagnie du Nord-Ouest entre 1793 et 1811 et a établi un district d'exploitation de fourrure vers 1810.
La Compagnie du Nord-Ouest a été absorbée par la Compagnie de la Baie d'Hudson en 1821 en vertu duquel le district du Columbia a pris le nom de département du Columbia. Le traité de l'Oregon de 1846 a marqué la fin effective de ce département de la Compagnie de la Baie d'Hudson.
Sous la Compagnie du Nord-Ouest, le district du Columbia a été délimité à peu près par l'extrémité sud de la rivière Thompson au nord et par les limites sud et est du bassin du fleuve Columbia. Au nord et à l'ouest de la rivière Thompson se trouvait le district de fourrures de la Nouvelle-Calédonie, dans ce qui est maintenant le centre-nord de la Colombie-Britannique. La région de la rivière Thompson avait son propre district de fourrures, centré sur un poste de traite de fourrures qui est devenu plus tard la ville de Kamloops. Le district de la rivière Thompson était le lien entre les districts du Columbia et celle de la Nouvelle-Calédonie.
Dans la convention de 1818 entre les États-Unis et le Royaume-Uni, les deux puissances sont convenues que chacun a libre accès au pays de l'Oregon. Cette « occupation mixte » a continué jusqu'au traité de l'Oregon de 1846, mais les tentatives américaines de mener des activités commerciales dans la région ont échoué en raison de la concurrence par la Compagnie de la Baie d'Hudson. Le seul domaine que les Américains ont temporairement dominé est le commerce maritime des fourrures le long de la côte. Cependant, la Compagnie de la Baie d'Hudson a repris avec succès les échanges maritimes côtières durant les années 1830, par exemple en construisant des forts de commerce.